# メルキオル
メルキオル（欧字名:Melchior、2022年4月9日 - ）は、日本の競走馬。2025年のブルーバードカップの勝ち馬である。
馬名の由来は「新約聖書の東方の三博士のひとり。スペイン語圏の人名」。

## 経歴

### 3歳（2025年）
年始の中山競馬場で芝に戻してジュニアカップ（リステッド競走）に出走するが12着と大敗する。次戦はダートに戻し、交流重賞であるブルーバードカップ（JpnIII）に出走。スタートから先団に取り付き、3コーナーから抜け出すと、追いすがる1番人気クァンタムウェーブを振り切り重賞初制覇を果たした。松永幹夫調教師にとっては昨年のアンモシエラから2年連続の同レース勝利となった。
その後、登録していた4月5日のUAEダービー（G2）への招待を受けたが辞退している。2月25日に右前球節の腫れが見られたため、栗東トレセンの診療所で診察を受けた結果、右前脚第三中手骨の骨折が判明し、翌26日に手術を受けた。

## 競走成績
以下の内容は、JBISサーチおよびnetkeiba.comに基づく。
| 競走日     | 競馬場 | 競走名        | 格     | 距離（馬場）  | 頭 数 | 枠 番 | 馬 番 | オッズ （人気） | 着順 | タイム （上り3F） | 着差 | 騎手      | 斤量 [kg] | 1着馬（2着馬）         | 馬体重 [kg] |  |
| 2024.06.22 | 京都   | 2歳新馬       |        | 芝1400m（良） | 12    | 7     | 9     | 001.90（1人）   | 11着 | R1:25.0（35.5）   | -1.5 | 0川田将雅 | 55        | ラプラーニュ           | 472         |  |
| 0000.07.27 | 新潟   | 2歳未勝利     |        | 芝1800m（良） | 6     | 6     | 6     | 016.70（3人）   | 05着 | R1:47.8（36.3）   | -2.3 | 0川田将雅 | 55        | エンブロイダリー       | 468         |  |
| 0000.09.14 | 中京   | 2歳未勝利     |        | ダ1800m（良） | 8     | 6     | 6     | 002.30（1人）   | 01着 | R1:53.4（36.6）   | -2.3 | 0川田将雅 | 55        | （ニヒトツーゼーア）   | 474         |  |
| 0000.10.14 | 東京   | プラタナス賞  | 1勝    | ダ1600m（良） | 8     | 3     | 3     | 001.40（1人）   | 01着 | R1:37.6（35.8）   | -0.8 | 0川田将雅 | 56        | （コパノヴィンセント） | 468         |  |
| 2025.01.05 | 中山   | ジュニアC     | L      | 芝1600m（良） | 15    | 7     | 12    | 039.70（8人）   | 12着 | R1:35.0（35.9）   | -1.5 | 0丸山元気 | 57        | ファンダム             | 482         |  |
| 0000.01.22 | 船橋   | ブルーバードC | JpnIII | ダ1800m（良） | 10    | 8     | 9     | 002.60（2人）   | 01着 | R1:53.3（39.5）   | -0.4 | 0川田将雅 | 57        | （クァンタムウェーブ） | 478         |  |

- 競走成績は2025年1月22日現在

## 血統表
| メルキオルの血統            | メルキオルの血統                          | メルキオルの血統                          | （血統表の出典）                          | （血統表の出典） |
| 父系                        | ロベルト系                                | ロベルト系                                | ロベルト系                                | [ § 2 ]          |
| 父 *ナダル 2017 鹿毛        | 父の父Blame 2006 鹿毛                     | Arch                                      | Kris S.                                   | Kris S.          |
| 父 *ナダル 2017 鹿毛        | 父の父Blame 2006 鹿毛                     | Arch                                      | Aurora                                    |                  |
| 父 *ナダル 2017 鹿毛        | 父の父Blame 2006 鹿毛                     | Liable                                    | Seeking the Gold                          | Seeking the Gold |
| 父 *ナダル 2017 鹿毛        | 父の父Blame 2006 鹿毛                     | Liable                                    | Bound                                     |                  |
| 父 *ナダル 2017 鹿毛        | 父の母Ascending Angel 2011 栗毛           | Pulpit                                    | A.P. Indy                                 | A.P. Indy        |
| 父 *ナダル 2017 鹿毛        | 父の母Ascending Angel 2011 栗毛           | Pulpit                                    | Preach                                    |                  |
| 父 *ナダル 2017 鹿毛        | 父の母Ascending Angel 2011 栗毛           | Solar Colony                              | Pleasant Colony                           | Pleasant Colony  |
| 父 *ナダル 2017 鹿毛        | 父の母Ascending Angel 2011 栗毛           | Solar Colony                              | Meteor Stage                              |                  |
| 母 サングレアル 2011 青鹿毛 | 母の父ゼンノロブロイ 2000 黒鹿毛          | *サンデーサイレンス                       | Halo                                      | Halo             |
| 母 サングレアル 2011 青鹿毛 | 母の父ゼンノロブロイ 2000 黒鹿毛          | *サンデーサイレンス                       | Wishing Well                              |                  |
| 母 サングレアル 2011 青鹿毛 | 母の父ゼンノロブロイ 2000 黒鹿毛          | *ローミンレイチェル                       | *マイニング                               | *マイニング      |
| 母 サングレアル 2011 青鹿毛 | 母の父ゼンノロブロイ 2000 黒鹿毛          | *ローミンレイチェル                       | One Smart Lady                            |                  |
| 母 サングレアル 2011 青鹿毛 | 母の母ビワハイジ 1993 青鹿毛              | Caerleon                                  | Nijinsky                                  | Nijinsky         |
| 母 サングレアル 2011 青鹿毛 | 母の母ビワハイジ 1993 青鹿毛              | Caerleon                                  | Foreseer                                  |                  |
| 母 サングレアル 2011 青鹿毛 | 母の母ビワハイジ 1993 青鹿毛              | *アグサン                                 | Lord Gayle                                | Lord Gayle       |
| 母 サングレアル 2011 青鹿毛 | 母の母ビワハイジ 1993 青鹿毛              | *アグサン                                 | Santa Luciana                             |                  |
| 母系(F-No.)                 | アグサン(IRE)系(FN:16-c)                  | アグサン(IRE)系(FN:16-c)                  | アグサン(IRE)系(FN:16-c)                  | [ § 3 ]          |
| 5代内の近親交配             | Nijinsky：M4×S5、Mr. Prospector：S5×S5×M5 | Nijinsky：M4×S5、Mr. Prospector：S5×S5×M5 | Nijinsky：M4×S5、Mr. Prospector：S5×S5×M5 | [ § 4 ]          |
| 出典                        | 1. 2. 3. 4.                               | 1. 2. 3. 4.                               | 1. 2. 3. 4.                               | 1. 2. 3. 4.      |

- 母サングレアルは2014年フローラステークス勝ち馬。
- 祖母ビワハイジは1995年阪神3歳牝馬ステークスなど重賞3勝。
- 伯父にアドマイヤジャパン、アドマイヤオーラ、トーセンレーヴ。伯母にブエナビスタ、ジョワドヴィーヴル。
- そのほかの近親はシュヴァルツゴルト#シュヴァルツゴルトのファミリーライン（Sライン）を参照。